# Прича о браку
Прича о браку (енгл. Marriage Story) је филмска драма из 2019. године, написана по сценарију Ное Бумбаха. Главне улоге тумаче Скарлет Јохансон и Адам Драјвер. Филм прати брачни пар који пролази кроз развод.
Пројекат је најављен у новембру 2017. године, а глумачки састав се придружио тог месеца. Снимање је одржано у Лос Анђелесу и Њујорку од јануара до априла следеће године. Објављен је на Нетфликсу, док је филм имао своју светску премијеру на филмском фестивалу у Венецији 29. августа 2019. године.
Одабрао га је Амерички филмски институт, Национални одбор за ревизију и часопис Тајм као један од десет најбољих филмова 2019. године. На 77. наградама за Златни глобус, филм је добио водећих шест номинација, укључујући и за најбољу филмску уметност - драму.

## Синопсис
Чарли Барбер је успешан позоришни редитељ у Њујорку. Његова позоришна трупа тренутно производи представу у којој глуми његова супруга Никол, бивша глумица тинејџерских филмова. Пар се суочава с брачним проблемима и виђа посредника, који им предлаже да једно другом напишу оно што им се свиђа, али Никол је превише неугодно да би читала своје писмо наглас и одлучују се одрећи саветовања.
Никол се нуди главна улога у телевизијском пилоту у Лос Анђелесу, а она одлучује да напусти позоришну трупу и привремено живи са мајком у западном Холивуду, повевши са собом младог сина Хенрија. Чарли одлучује да остане у Њујорку, јер је представа премештена на Бродвеј. Упркос томе што се пар споразумно развео и одустао од адвоката, Никол ангажује породичног адвоката Нору. Никол прича Нори своју причу о Чарлију и како се она постепено осећала занемареним и како он одбија њене идеје и жеље. Николе такође открива да мисли да је Чарли спавао са сценским менаџером позоришне трупе. Када Чарли одлети у Лос Анђелес да посети породицу, Никол му даје папире за развод. Чарли се састаје са адвокатом који наговара Чарлија да се бори прљаво, али Чарли се враћа у Њујорк без унајмљивања. Примио је позив од Норе која га наговара да ускоро добије адвоката или ризикује да изгуби старатељство над Хенријем. Чарли се враћа у Лос Ангелес и унајмљује Берт Спица, породичног адвоката у пензији, који заговара грађански и помирљиви приступ разводу.

## Улоге
- Скарлет Јохансон као Никол Барбер
- Адам Драјвер као Чарли Барбер
- Лора Елизабет Дерн као Нора Френшо, адвокат
- Алан Алда као Берт Спиц, адвокат
- Реј Лиота као Џеј Марота, адвокат
- Џули Хагерти као Сандра, мајка Никол
- Мерит Вевер као Кејси, сестра Никол

## Критика
На сајту Ротен томејтоуз филм има оцену одобравања од 95% на основу 324 критике, са просечном оценом 8,92 / 10. На Метакритику, има просек оцене од 93 од 100 на основу 53 критичара, што указује на "универзално одобравање". 